# Amt Nordstormarn
Amt Nordstormarn er et amt i det nordlige Tyskland, beliggende i den nordlige del af Kreis Stormarn. Kreis Stormarn ligger i den sydøstlige del af delstaten Slesvig-Holsten. Amtets administration ligger i byen Reinfeld, men den er ikke en del af amtet.

## Kommuner i Amtet
1. Badendorf
2. Barnitz
3. Feldhorst
4. Hamberge
5. Heidekamp
6. Heilshoop
7. Klein Wesenberg
8. Mönkhagen
9. Rehhorst
10. Wesenberg
11. Westerau
12. Zarpen

## Historie
Amtet blev oprettet i 1972 af de tidligere amter Reinfeld-Land og Zarpen.

## Eksterne kilder og henvisninger
1. ↑  "Kommunesammenlægning"

- Amt Nordstormarn